# Ewa Podleś

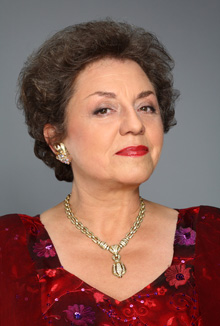
Ewa Podleś (2010)

Ewa Podleś (* 26. April 1952 in Warschau; † 19. Januar 2024) war eine polnische Opernsängerin (Kontra-Alt).

## Leben
Ihre Karriere begann sie 1982 an der Oper in Warschau. Ihre Stimme umfasste drei Oktaven. Dank ihrer Koloraturfähigkeit und ihres männlich klingenden Timbres sang sie ursprünglich für Kastraten geschriebene Rollen und Hosenrollen in Tancredi und Semiramide von Gioachino Rossini, Rinaldo von Georg Friedrich Händel und Orfeo ed Euridice von Christoph Willibald von Gluck. Auch tiefe Frauenpartien wie die Erda in Das Rheingold von Richard Wagner oder die Ulrica in Un ballo in maschera von Giuseppe Verdi gehörten zu ihrem Repertoire. Sie trat am Teatro alla Scala in Mailand, an der Metropolitan Opera New York, an der Covent Garden Opera London, im Teatro La Fenice in Venedig, an der Opéra Bastille Paris und an der Deutschen Oper Berlin auf.
Podleś starb am 19. Januar 2024 im Alter von 71 Jahren.

## CD-Aufnahmen
- Rossini: Tancredi (Naxos)
- Händel: Ariodante (Deutsche Grammophon)
- Offenbach: Orphée aux Enfers (EMI)
- Gluck: Orfeo ed Euridice (Forlane)
- Gluck: Armide (Deutsche Grammophon)
- Rossini: Arien for Contralto (Naxos)
- Händel: Rinaldo & Orlando Arias (Delos)
- Mahler: Sinfonie Nr. 3 (Naxos)
- Mahler: Sinfonie Nr. 2 (Forlane)
- Chopin: Mélodies (Forlane)
- Chopin: Songs (Arabesque)
- Puccini: Il trittico (Decca)
- Prokofiev: Alexander Newsky (Naxos)
- Respighi: Il Tramonto (Dux)
- Rossini: Rossini Gala (Dux)
- Russian Arias (Delos)
- Airs Célebres (Forlane)
- A Treasury of Polish Songs (Accord)
- Mélodies Russes (Forlane)
- Ewa Podles sings Beethoven, Haydn, Rossini, Verdi, Donizetti (Dux)
- World Opera Stars (Dux)
- Ewa Podles singt Lieder (Wigmore Hall Live)
- Piotr Beczala: Verdi – Arien und Duette (Orfeo)

## DVD-Aufnahmen
- Donizetti: La fille du régiment (TDK)
- Händel: Giulio Cesare (Arthaus)
- Massenet: Cendrillon (Virgin)
- Ponchielli: La Gioconda (TDK)
- Rossini: Ciro in Babilonia (Unitel Classica)
- Ewa Podles & Garrick Ohlsson: Live (Dux)